# Grammoptera ruficornis
Grammoptera ruficornis là một loài bọ cánh cứng trong họ Cerambycidae.

## Hình ảnh

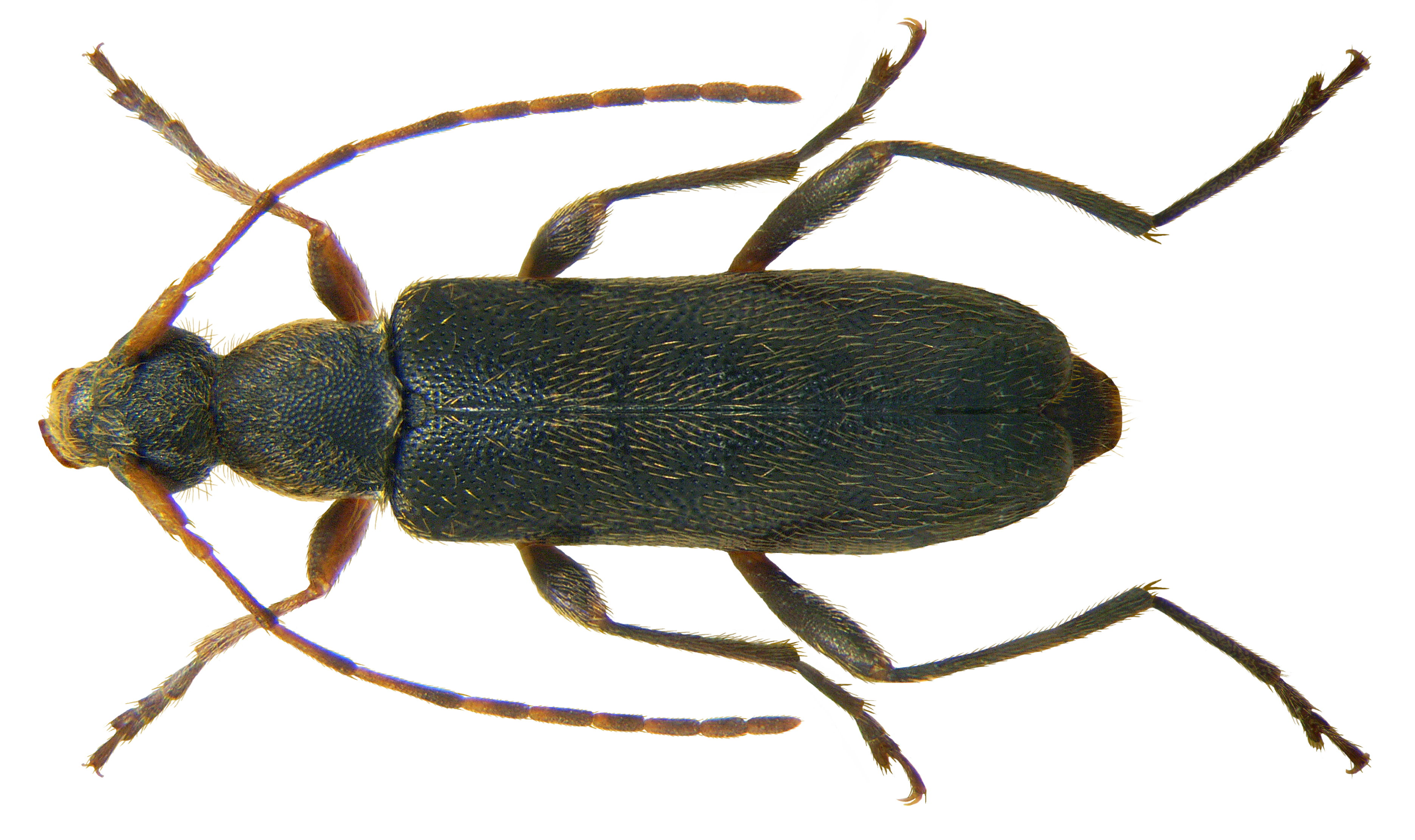
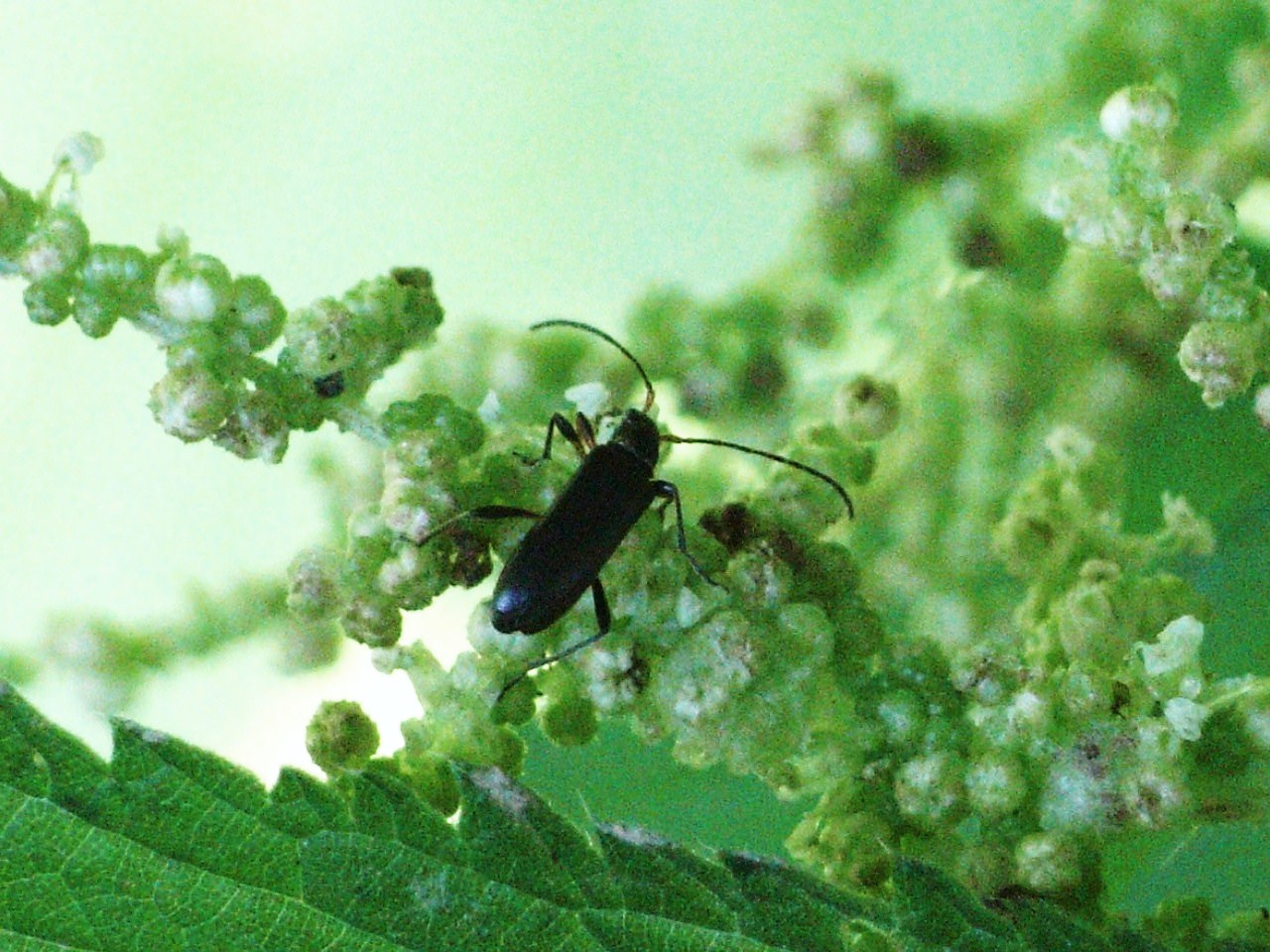
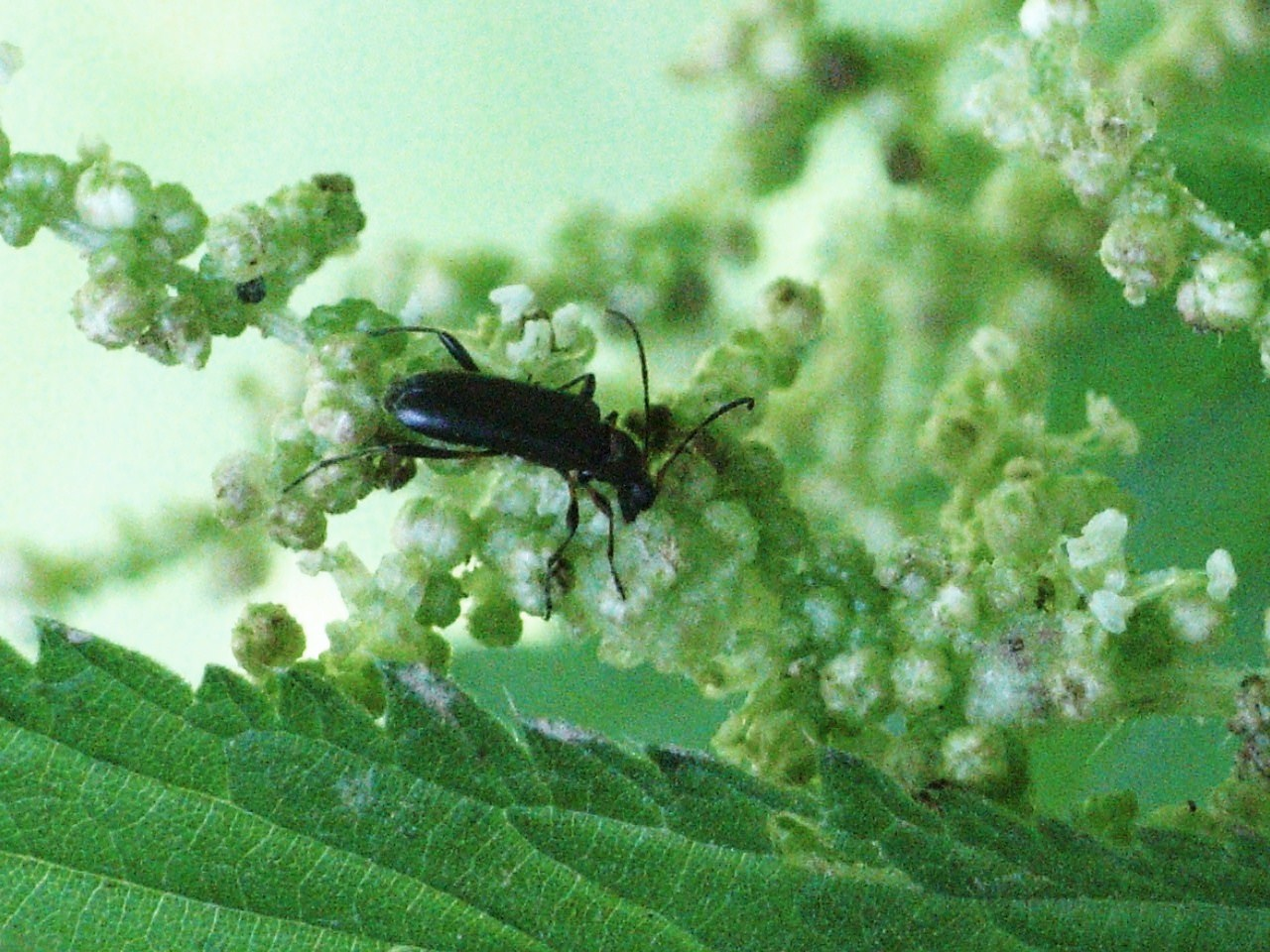
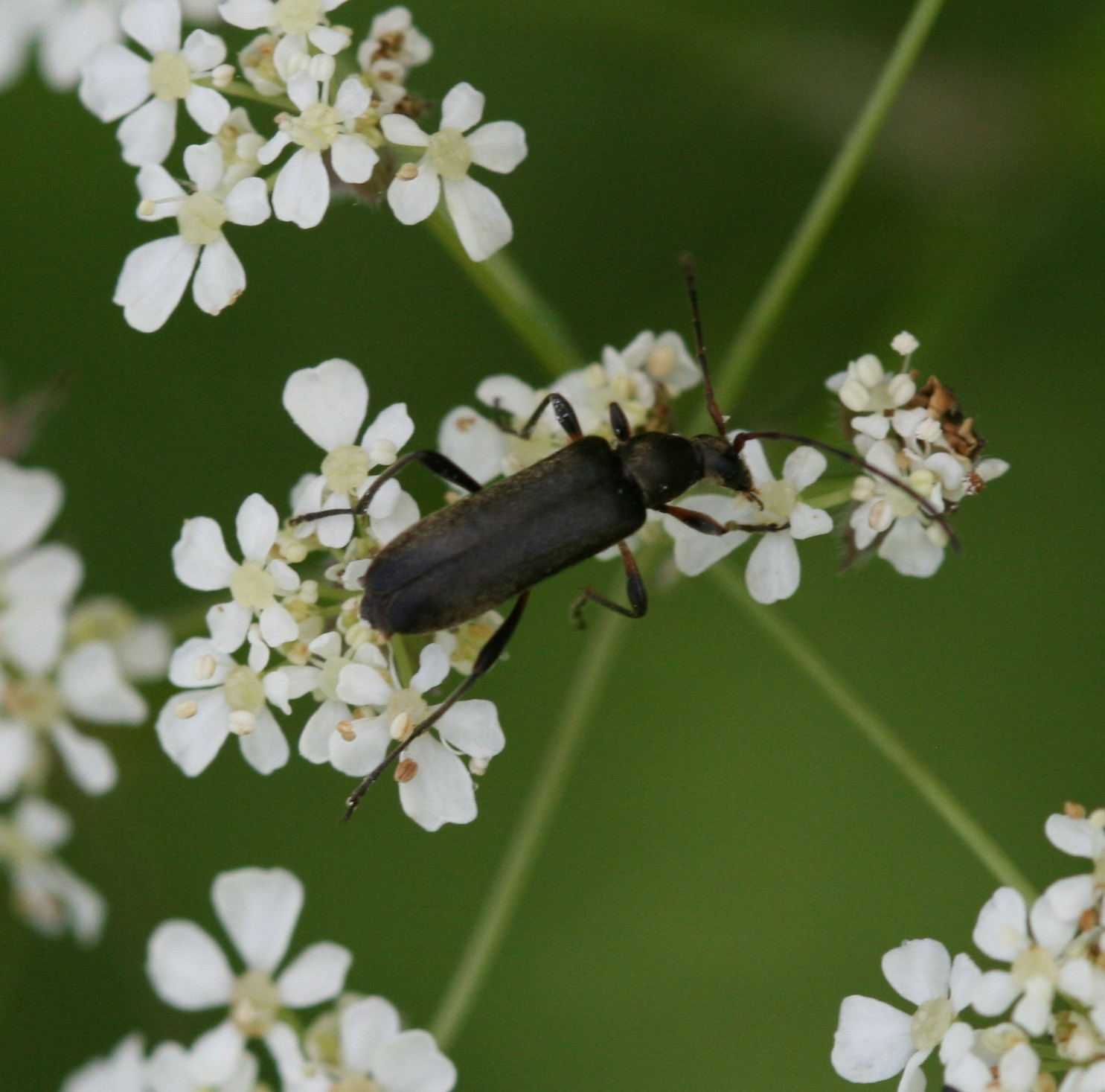